# Liste persischer Schriftsteller
Diese Liste enthält Schriftsteller und Dichter, die Werke in persischer Sprache verfasst haben. Sie ist chronologisch nach Geburtsjahr geordnet und enthält Personen, die sowohl in den modernen Staaten Iran, Afghanistan, Tadschikistan, in denen das Persische in einer seiner Varietäten heute Amtssprache ist, als auch in anderen Staaten der Regionen Vorder-, Zentral- und Südasien gelebt haben oder leben.

## Vor der islamischen Zeit
- Zarathustra (زرتشت), altiranischer Prophet und Autor der avestischen Gathas (etwa 1200 v. Chr.)
- Mani (مانی), mitteliranischer religiöser Führer und Gründer des Manichäismus (ca. 210–276)
- An Shihkao, parthischer Übersetzer.

## Beginn des islamischen Zeitalters bis zum 8. Jahrhundert
Morteza Motahhari listet die Namen Dutzender Iraner auf, die zur Schaffung arabischer, persischer oder Pahlavi-Literatur während der Umayyadenherrschaft in Iran beitrugen. Dazu zählen:
- Abdullah Ibn al-Muqaffa (ابن مقفع)
- Buchari (بخاری)
- Sibawayh (سیبویه)
- Dinawari (دینوری)
- Baladhuri (بلاذری)
- Naubakht (نوبخت)

## 9. Jahrhundert
- Bassam-e Kord (بسام کورد) – Pionier neupersischer Sprache[1]
- Rudaki (رودکی) – erster Dichter neupersischer Sprache
- Mansur al-Halladsch (منصور حلاج)
- Ibn Chafif (ابن خفیف)

## 10. Jahrhundert
- Firdausi (فردوسی), Dichter (925–1020)
- Abusaeid Abolkheir (ابوسعید ابوالخیر)
- Rudaki (رودکی)
- Abu Mansur Daqiqi (ابومنصور دقیقی)
- Abu l-Fadl Baihaqi (ابوالفضل بیهقی), Historiker
- Unsuri (عنصری)
- Rabi'ah Quzdari (ربیعه قزداری) – die erste Dichterin der neupersischen Literatur
- Asjadi (عسجدی)
- Kisai Marvazi (کسائی مروزی)
- Abu Schakur Balchi (ابوشکور بلخی)
- Ayyuqi (عیوقی)

## 11. Jahrhundert
- Asad Gorgani
- Asjadi
- Firdausi, Dichter (925–1020)
- Omar Chayyām, Dichter (1048–1131)
- Hudschwiri (gest. 1073)
- Abusaeid Abolkheir
- Sanai Ghaznavi
- Abd l-Qadir Dschilani
- Manutschihri
- Nasreddin
- Sanaayi
- Abu l-Fadl Baihaqi, Historiker
- Nāsir-i Chusrau, Reisender und Dichter
- Farruchi Sistani (فرخی سيستانی), Dichter
- Baba Tahir Oryan
- Abu l-Faradsch Runi
- Nizam al-Mulk
- Mu'izzi
- Azraqi
- Masud Sa'd Salman
- Uthman Muchtari
- Qatran Tabrizi
- Mughatil ibn Bakri
- Āsādi Tusi
- Nizami Arudhi Samarqandi
- Muhammad Ghazali
- ʿAbdallāh al-Ansārī

## 12. Jahrhundert
- Adib Sabir
- Am'aq
- Anvari
- Fariduddin Attar, Dichter (ca. 1136–1220 oder 1221)
- Omar Khayyám, Dichter (1048–1131)
- Nezami, Dichter (1141–1209)
- Sheikh Ruzbehan
- ʿAbd al-Qādir al-Dschīlānī (1077 oder 1078–1166)
- Chaqani
- Sanaayi
- Muhammad Aufi
- Falaki Schirvani
- Hassan Ghaznavi, Dichter
- Sanai Ghaznavi, Dichter
- Mu'izzi
- Uthman Muchtari
- Mahsati, Dichterin
- Raschid ad-Din Vatvat
- Nizami Arudhi Samarqandi

## 13. Jahrhundert
- Fariduddin Attar, Dichter (ca. 1130–ca. 1230)
- Dschalal ad-Din ar-Rumi, Dichter (1207–1273)
- Saadi, Dichter (ca. 1190–1283 oder 1291)
- Raschid ad-Din, (1247–1318)
- Amir Chosrau Dehlawi
- Schams-e Tabrizi
- Sheikh Ruzbehan
- Zahed Gilani
- Khwaju Kermani
- Mahmud Shabistari
- Nasreddin
- Nadschmeddin Razi
- Muhammad Aufi
- Qazi Beiza'i
- Auhadi von Maragheh
- Auhaduddin Kermani
- Ghiyathu'd-Din
- Ibn Yamin
- Ata al-Mulk Dschuwaini

## 14. Jahrhundert
- Hafis, Dichter (* ca. 1310–1325)
- Raschid ad-Din, (1247–1318)
- Amir Chusrau Dehlawi, Hofdichter und wichtiger Chronist für das Sultanat von Delhi.
- Khwaju Kermani
- Mahmoud Schabestari
- Nasreddin
- Obeid Zâkâni
- Maulana Shahin Shirazi
- Junayd Shirazi
- Kamal ad-Din Isfahani
- Jamal ad-Din Isfahani
- Auhadi von Maragheh
- Ghiyath ad-Din

## 15. Jahrhundert
- Dschami, Dichter (1414–1492)
- Mir ʿAli Schir Nawāʾi (Nizam ud-Din Ali Schir Heravi Nava'i), Dichter (1441–1501)

## 16. Jahrhundert
- Urfi
- Talib Âmoli
- Faizi Fayyâzi, Kanzler, Chronist und Hofdichter des indischen Großmoguls Akbar I.
- Zuhuri, Hofdichter der Adil Shahis von Bijapur

## 17. Jahrhundert
- Ghanī Kaschmīrī (starb 1668)
- Mirzā Muhammad Alī Sā'ib (um 1595−1669)
- Abul Ma'ānī Abdul Qādir Bedil (1642–1720)
- Zeb-un-Nissā Machfī (1637–1702, Tochter des Mogulkaisers Aurangzeb)

## 18. Jahrhundert
- Hazin Lahiji (حزین لاهیجی)
- Hatef Esfehani, Dichter (هاتف اصفهانی)

## 19. Jahrhundert
- Adib-ol-mamalek-e Farahani
- Mohammad-Taghi Bahar
- Iradsch Mirza
- Farrokhi Yazdi
- Mirzadeh Eshghi, auch: Mohammad Reza Mirzadeh'e Eschghi (1893–1924)
- Aref Qazvini, auch: Mirza Abolghassem Aref'e Ghazwini (1882–1934)
- Mirza Asadullah Khan Ghalib (Wurde zwar als Urdu-Dichter berühmt, schätzte selbst aber seine persischen Gedichte mehr.)
- Hassan Roshdie
- Reza Gholi Khan Hedayat, Dichter und Historiker
- Ebrahim Poordavood, alte Sprachen, Avesta
- Dschamal ad-Din al-Afghani

## 20. Jahrhundert bis heute
- Ali Mohammad Afghani (علی محمد افغانی)
- Farzaneh Aghaeipour
- Ahmad-Reza Ahmadi (احمد رضا احمدی)
- Dschalāl Āl-e Ahmad (جلال آل احمد)
- Ghazaleh Alizadeh, Dichterin, Romanautorin
- Ahmad Allahyari, Dichter, Journalist
- Bozorg Alavi (بزرگ علوی)
- Reza Amirkhani (رضا امیرخانی)
- Zhaleh Amouzegar (ژاله آموزگار)
- Sadegh Angha (صادق عنقا), Sufimeister, Dichter und Gelehrter
- Nader Angha (نادر عنقا), Sufimeister, Dichter und Gelehrter
- Mehdi Azar Yazdi (مهدی آذر یزدی), Kinder- und Jugendbuchautor
- Mohammad-Taqi Bahar (محمد تقی بهار)
- Sayed Elan Bahar, aus Afghanistan
- Reza Baraheni (* 1935), Anglist, Dichter, Essayist und Übersetzer
- Massoud Behnoud (مسعود بهنود), Journalist, etwa bei der Zeitung Asre-Azedegan[2]
- Samad Behrangi (صمد بهرنگی)
- Sadegh Choubak (صادق چوبک)
- Hamid Dabashi, Gelehrter und Kulturkritiker
- Simin Dāneschwar (سیمین دانشور)
- Najaf Daryabandari (نجف دريابندری), Übersetzer
- Ali Akbar Dehchoda, Linguist (Sprachwissenschaftler) und Journalist
- Mahmoud Dowlatabadi (محمود دولت آبادی)
- Huschang Ebtehadsch
- Mirzadeh Eshghi
- Anahita Firouz, Autorin von Der verborgene Garten
- Houshang Golshiri (هوشنگ گلشیری)
- Soleiman Haim
- Reza Gholi Khan Hedayat, Dichter und Historiker
- Sadegh Hedayat (صادق هدایت)
- Arash Hejazi (آرش حجازی), Essayist und Übersetzer
- Mohammad Hejazi, Romancier und Drehbuchautor
- Muhammad Iqbal (محمد اقبال) aus Lahore, wichtigster muslimischer Dichter der indischen Unabhängigkeitsbewegung und nach seinem Tod Nationaldichter Pakistans. Schrieb auch auf Urdu.
- Mohsen Jamal
- Mohammad Ali Dschamalzade (محمد علی جمالزاده)
- Taraneh Javanbakht (ترانه جوانبخت), Dichter
- Hasan Husseini
- Mohsen Kadivar (محسن کدیور), Theologe
- Ahmad Kamyabi Mask (احمد کامیابی مسک)
- Shahram Karimi, Dichter
- Ahmad Kasravi (احمد کسروی)
- Esmail Khoi (اسماعیل خویی)
- Emad Khorasani (عماد خراسانی)
- Mahmud Kianush (محمود کیانوش)
- Zabihollah Mansoori, Übersetzer (ذبیح الله منصوری)
- Iradsch Mirza (ایرج میرزا)
- Houshang Moradi Kermani (هوشنگ مرادی کرمانی)
- Mohammad Mokhtari (محمد مختاری)
- Gholamhossein Mosahab, Enzyklopädist (غلامحسین مصاحب)
- Morteza Motahhari, Theologe (مرتضی مطهری)
- Rahi Mo'ayyeri, Dichter (رهی معیری)
- Ebrahim Nabavi, Satiriker (ابراهیم نبوی)
- Nader Naderpour (نادر نادرپور)
- Azar Nafisi (آذر نفیسی)
- Said Nafisi, Gelehrter und Dichter
- Khosro Naghed (خسرو ناقد), Übersetzer
- Majid M. Naini, Übersetzer, Sprecher
- Ehsan Naraghi, Gelehrter, Soziologe
- Saadat Noury, Dichter und Journalist (سعادت نوری)
- Parwin Pazwak, aus Afghanistan
- Iraj Pezeshkzad
- Yar-Ali Pour-Moghaddam, Drehbuchautor
- Shahrnush Parsipur, Romancier.
- Mohammad Jafar Pouyandeh
- Aref Qazvini (عارف قزوینی)
- Iraj Rahmani, Romancier (ايرج رحمانی)
- Nosrat Rahmani (نصرت رحمانی)
- Moniro Ravanipur, Erzählerin
- Yasmina Reza
- Hassan Roshdie
- Bahraam Saadeqi
- Kioumars Saberi Foumani
- Gholamhossein Sa'edi
- Leila Sarahat Roschani, aus Afghanistan
- Marjane Satrapi, Romancier
- Sohrab Sepehri (سهراب سپهری)
- Mohammad Reza Schafi’i Kadkani (محمدرضا شفیعی کدکنی), Dichter
- Ali Schariati, Soziologe und Theologe
- Dariush Shayegan
- Mahdi Shojaii (مهدی شجاعی)
- Daryush Shokof
- Abdolkarim Sorusch, Philosoph
- Seyyed Mohammad Hossein Behjat-Tabrizi, Dichter
- Goli Taraghghi
- Fereidoon Tavallali
- Bozorgmehr Vaziri, Dichter, Journalist, Gelehrter, Christlicher Evangelist
- Farrokhi Yazdi (فرخی یزدی)
- Gul Mohammed Zhowandai, aus Afghanistan
- Kalimollah Tavahhodi
- Nahid Bagheri-Goldschmied (ناهید باقری - گلداشمید)
- Ahmadreza Ahmadi (احمدرضا احمدی)
- Mehdi Achawan Sales (مهدی اخوان ثالث)
- Yahya Alavi fard (یحیی علوی فرد)
- Ahmad Allahyari (احمد اللهياری)
- Nader Angha (نادر عنقا)
- Sadegh Angha (صادق عنقا)
- Massoud Atai (مسعود عطايی)
- Manouchehr Atashi (منوچهر آتشی)
- Pezhman Bakhtiari, (پژمان بختیاری)
- Simin Behbahani
- Ustad Abdul Haq Betāb, aus Afghanistan
- Huschang Ebtehadsch (H. A. Sayeh) (هوشنگ ابتهاج)
- Mirzade Eshghi (میرزاده عشقی)
- Parvin E'tesami
- Forugh Farrochzad (فروغ فرخزاد)
- Ata Gilani (عطا گیلانی)
- Jalaluddin Jalal (جلال الدین جلال), aus Afghanistan
- Siavash Kasraie (سیاوش کسرایی)
- Khalilollah Khalili, aus Afghanistan
- Hadi Khorsandi (هادی خرسندی)
- Abolghasem Lahouti (ابوالقاسم لاهوتی)
- Shams Langeroodi (شمس لنگرودی)
- Meher Baba (مهربابا)
- Shahriar Mandanipour (شهریار مندنی پور)
- Mirza-Agha Asgari (Mani) (میرزاآقا عسگری - مانی)
- Hossein Monzavi (حسین منزوی)
- Hamid Mosadegh (حمید مصدق)
- Fereydun Moschiri (فریدون مشیری)
- Granaz Mousavi (گراناز موسوی)
- Naanaam (نانام)
- Nader Naderpour (نادر نادرپور)
- Manouchehr Saadat Noury (منوچهر سعادت نوری)
- Behzad Pakrooh (بهزاد پاکروح)
- Nosrat Rahmani (نصرت رحمانی)
- Heshmatolla Riazi
- Gholamreza Rouhani (غلامرضا روحانی)
- Yadollah Royaee (یدالله رویایی)
- Amir Sagharichi-Raha (امیر ساقریچی متخلص به رها)
- Mohammad Hossein Shahriar (محمد حسين شهريار)
- Ahmad Schamlou (احمد شاملو)
- Rahman Karimi (رحمان کریمی)
- Bijan Taraghi (بیژن ترقی)
- Bozorgmehr Vaziri (بزرگمهر وزیری)
- Heydar Yaghma (حیدر یغما)
- Nima Youschidsch (نیما یوشیج)
- Abdolhossein Zarrinkoub (عبدالحسین زرین کوب)
- Nadia Anjuman, aus Afghanistan
- Sa'aduddin Ansari, aus Afghanistan
- Hanzala-e Badghis, aus Afghanistan
- Abul-Faizi Hazrat, aus Afghanistan
- Razeq Faani, aus Afghanistan
- Kahi-e Kabul, aus Afghanistan
- Aminullah Khurasani, aus Afghanistan
- Youssof Kohzad, aus Afghanistan
- Mehrdel Khan Mashriqi, aus Afghanistan
- Ghulam Muhammad Ghubar, aus Afghanistan
- Bibi Mukhfi-e Badakhshani, aus Afghanistan
- Latif Nazemi, aus Afghanistan
- Mahmud Tarzi, aus Afghanistan
- Spôjmaï Zariâb, aus Afghanistan, Kurzgeschichtenautorin